# Electric Eye (Judas Priest)
Electric Eye is een dvd met muzikale hoogtepunten van de Britse heavymetalband Judas Priest, uitgebracht in 2002. De dvd bevat promotiemateriaal, een liveconcert en BBC-optredens.

## Tracklisting

### Promotievideo's
1. Living After Midnight (1980)
2. Breaking The Law (1980)
3. Don't Go (1981)
4. Heading Out to the Highway (1981)
5. Hot Rockin' (1981)
6. You've got Another Thing Comin' (1982)
7. Freewheel Burnin' (1984)
8. Love Bites (1984)
9. Locked In (1986)
10. Turbo Lover (1986)
11. Johnny B Goode (1988)
12. Painkiller (1990)
13. A Touch of Evil (1990)

### Live - Dallas, Texas 1986
1. Out In The Cold
2. Locked In
3. Heading Out To The Highway
4. Breaking The Law
5. Love Bites
6. Some Heads Are Gonna Roll
7. Sentinel
8. Private Property
9. Desert Plains
10. Rock You All Around The World
11. Hellion/Electric Eye
12. Turbo Lover
13. Freewheel Burning
14. The Green Manalishi
15. Parental Guidance
16. Living After Midnight
17. You've Got Another thing Comn'
18. Hell Bent For Leather
19. Metal Gods

### BBC-optredens
1. Rocka Rolla - Old Grey Whistle Test 25/4/75
2. Dreamer Deceiver - Old Grey Whistle Test 25/4/75
3. Take On The World - Top of The Pops 25/01/79
4. Evening Star - Top of The Pops 17/5/79
5. Living After Midnight - Top of The Pops 27/3/80
6. United - Top of The Pops 28/8/80

## Bezetting
- Rob Halford - zanger
- Glenn Tipton - gitaar
- K.K. Downing - gitaar
- Ian Hill - basgitaar
- Scott Travis - drums

Ook te zien als drummer:
- John Hinch
- Les Binks
- Dave Holland